# Libellus de Medicinalibus Indorum Herbis

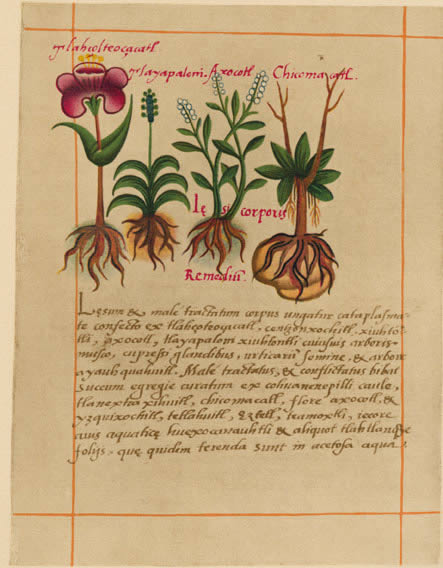
Una pagina del Libellus che illustra le piante tlahçolteoçacatl, tlayapaloni, axocotl, usate come rimedio naturale per il lęsum et male tractatum corpus, "corpo ferito e martoriato"

Il Libellus de Medicinalibus Indorum Herbis (dal latino: "Libriccino sulle erbe medicinali degli Indiani") è un manoscritto azteco che descrive le proprietà medicinali di varie erbe e piante usate dagli Aztechi. Fu composto originariamente nel 1552 in lingua nahuatl nel Collegio di Santa Cruz di Tlatelolco da Martín de la Cruz, medico azteco, e fu poi tradotto in latino da Juan Badiano. Questo Libellus è conosciuto anche come: 
- il manoscritto di Badiano (Badianus Manuscript)
- il Codice de la Cruz-Badiano (Codex de la Cruz-Badiano)
- il Codice Barberini (il cardinale Francesco Barberini venne in possesso dell'opera nel XVII secolo)

## Storia
Il Manoscritto Badiano è il primo erbario nonché libro di medicina relativo alle Americhe,con illustrazioni dettagliate e ricette.
Nel 1552 Francisco de Mendoza, figlio di Antonio de Mendoza, il viceré della Nuova Spagna, venne in possesso del manoscritto e lo mandò in Spagna, dove fu depositato nella libreria reale. Rimase lì probabilmente fino ai primi anni del XVII secolo, quando fu ritrovato da Diego de Cortavila y Sanabria, farmacista personale di Filippo IV di Spagna. Da questo giunse poi nelle mani del cardinale Francesco Barberini, Sr. Fu conservato nella Biblioteca Barberini fino al 1902, quando questa divenne parte della Biblioteca Vaticana. Nel 1990, quattro secoli dopo il suo arrivo in Europa, il manoscritto fu donato al governo messicano da papa Giovanni Paolo II. Oggi è conservato presso l'Istituto Nazionale di Antropologia e Storia di Città del Messico.
Una copia del libellus fu creata nel XVII secolo da Cassiano dal Pozzo, il segretario personale del cardinale Francesco Barberini. La collezione Dal Pozzo, chiamata Museo Cartaceo ("Paper Museum"), fu poi venduta dagli eredi a papa Clemente XI. Questa copia finì poi nelle mani del cardinale Alessandro Albani e infine in quelle del re Giorgio III nel 1762. Oggi fa parte Libreria Reale di Windsor. Un'altra copia fu creata da Francesco de' Stelluti, ma è andata persa. Dal Pozzo e Stelluti erano entrambi membri dell'Accademia dei Lincei.

## Traduzioni
| Anno       | Lingua   | Titolo | Traduttore           | Edizione                                          |
| ---------- | -------- | --- | -------------------- | ------------------------------------------------- |
| 1939       | Inglese  | The De la Cruz-Badiano Aztec Herbal of 1552 | William Gates        | The Maya Society                                  |
| 1940       | Inglese  | The Badianus Manuscript (Codex Barberini Latin 241): An Aztec Herbal of 1552                                                                               | Emily Walcott Emmart | The Johns Hopkins Press                           |
| 1952       | Spagnolo | Libellus de Medicinalibus Indorum Herbis: El manuscrito pictórico mexicano-latino de Martín de la Cruz y Juan Badiano de 1552                              | Francisco Guerra     | Editorial Vargas Rea y El Diario Español          |
| 1964, 1991 | Spagnolo | Libellus de medicinalibus indorum herbis: Manuscrito Azteca de 1552: versión Española con estudios y comentarios por diversos autores (ISBN 968-16-3607-4) |                      | Instituto Mexicano del Seguro Social              |
| 2000       | Inglese  | An Aztec Herbal: The Classic Codex of 1552 (ISBN 0-486-41130-3)                                                                                            | William Gates        | Dover (ripubblicazione dell'edizione del of 1939) |